# Rachel Lloyd
Rachel Elizabeth Lloyd (nascuda el 1975 Stalbridge, Anglaterra) és una activista contra el tràfic de persones i una autora.
Víctima ella mateixa d'explotació sexual quan tenia disset anys, va començar a lluitar per millorar la sort de noies i dones joves, i, crear les condicions per crear-se una vida decent. Ha estat capdavantera per fer reconèixer les joves traficades com a víctimes i no, com se solia fer per la policia i per la societat, com a prostitutes criminals.
Va emigrar als Estats Units el 1997 i va començar a treballar per acabar amb el tràfic de sexe. El 1998 va fundar a Harlem (Nova York) el Girls Educational and Mentoring Services (GEMS), un servei per recolzar i donar assistència educativa a noies.
El març de 1998, Lloyd va assistir a la primera Cimera Internacional de Joves Explotats Sexualment, presentada pel Centre Internacional de Lluita contra l'Explotació de Nens, celebrada a Victoria, Colúmbia Britànica al Canadà. Hi va assistir en la redacció d'una declaració i crida a l'acció de governs de tot el món. El 22 d'octubre de 2009, va presentar la declaració a les Nacions Unides que va ser ratificada per més de cent vint països.
El 2007, el director David Schisgall va realitzar un documental Very Young Girls inspirat en l'obra del GEMS, que descriu la vida de nenes de tretze a catorze anys explotades per alcavots i tractats com si fossin adults criminals per la policia.

## Obra
- Girls like us (2011), autobiografia[6]
- From victim to Survivor, from Survivor to Leader Arxivat 2020-06-07 a Wayback Machine.